# كأس الجزائر 2001–02
كأس الجزائر 2001–02 هو موسم من كأس الجزائر. أشرف على تنظيمه الإتحاد الجزائري لكرة القدم، وكان عدد الأندية المشاركة فيه 64، وفاز فيه وداد تلمسان.